# ژانگ وان‌یی
ژانگ وان‌یی (چینی ساده: 张晚意؛ انگلیسی: Zhang Wanyi، زادهٔ ۲۲ آوریل ۱۹۹۴) بازیگر اهل چین است.

## اوایل زندگی
ژانگ وان‌یی از سال دوم دبستان نواختن پیانو را آغاز کرد. او در سال ۲۰۱۳ وارد آکادمی فیلم پکن شد.